# Họ Dâu tằm
Họ Dâu tằm (danh pháp khoa học: Moraceae) là một họ trong số các thực vật có hoa, trong hệ thống Cronquist được xếp vào bộ Gai (Urticales). Bộ này trong các hệ thống phát sinh loài khác được coi là phân bộ của bộ Hoa hồng (Rosales). Họ này là một họ lớn, chứa từ 40-60 chi và khoảng 1.000-1.500 loài thực vật phổ biến rộng rãi ở các khu vực nhiệt đới và cận nhiệt đới, nhưng ít phổ biến ở các vùng ôn đới. Trong họ này có một số loài được biết đến nhiều như đa, đề, dâu tằm, dâu đỏ hay mít.

## Đặc điểm
Họ này có chứa các loài cây thân gỗ hay cây bụi, thường xanh hoặc rụng lá theo mùa. Cây thường có nhựa mủ màu trắng như sữa. Lá mọc cách, đơn lá kèm bọc lấy chồi, sớm rụng để lại vết sẹo.
Trong họ này, nhiều loài có rễ mọc từ cành, cắm xuống đất (ví dụ: các loài trong chi Ficus). Một số loài Ficus bám lên các thân cây to khác, đâm nhiều rễ phụ bám trên thân cây chủ, gây nên hiện tượng thắt nghẹn làm cho cây chủ bị chết.
Hoa đơn tính cùng cây hay khác cây, hợp thành cụm hoa xim, bông đuôi sóc, hay hình đầu nằm trên một trục chung lồi (như mít, dâu tằm) hay lõm bọc lấy hoa ở bên trong (như sung, ngái). Bao hoa có 2 - 4 mảnh, nhị bằng số mảnh bao hoa và mọc đối diện với bao hoa. Bộ nhụy gồm 2 lá noãn mà một thường sớm tiêu giảm, bầu 1 buồng chứa một noãn đảo hay cong, bầu noãn thượng, đôi khi là hạ. Quả phức do nhiều quả đơn dính lại với nhau. Hạt phần lớn có nội nhũ, đôi khi không có.
Đặc điểm thừa hưởng từ tổ tiên chung gần nhất trong phạm vi họ Moraceae là sự hiện diện của các ống tiết sữa và nhựa cây màu trắng sữa trong tất cả các nhu mô, nhưng các đặc trưng hữu ích thực địa nói chung là 2 lá noãn đôi khi với một lá bị tiêu giảm, các hoa phức không dễ thấy và quả phức hợp

## Phân loại
Trước đây được đặt trong bộ Gai (Urticales) (đã lỗi thời), các nghiên cứu di truyền học gần đây đã đặt lại họ này trong bộ Hoa hồng (Rosales) trong nhánh gọi là urticalean rosids, bao gồm các họ Ulmaceae, Celtidaceae, Cannabaceae và Urticaceae. Chi Cecropia, trước đây được đặt trong các họ như Moraceae, Urticaceae hay trong họ của chính nó, gọi là Cecropicaceae, cuối cùng đã được xác định là thuộc họ Urticaceae.
Họ Moraceae bao gồm 5 tông: Artocarpeae, Moreae, Dorstenieae, Ficeae và Castilleae. Ngoại trừ tông Moreae với sự đa dạng lớn về hình thái và phân bổ rộng, các tông còn lại là đơn ngành. Dựa trên các phân tích phân tử về phát sinh loài của các tông này, Moraceae được cho là đã rẽ ra khoảng 73-110 triệu năm trước. Các kết quả từ phân tích phát sinh loài của họ Moraceae cũng gợi ý rằng ngược với nguyên lý thông thường rằng các dạng đơn tính khác gốc đã tiến hóa từ các dạng đơn tính cùng gốc thì trong họ này dạng đơn tính khác gốc là dạng nguyên thủy hơn trong họ và các dạng đơn tính cùng gốc đã tiến hóa từ trong đó tới 4 lần.
Xem Clement và Weiblen (2009) về các tông và giới hạn của chúng (lưu ý vị trí có thể của Treculia); họ cũng thảo luận một hoặc hai vấn đề với các giới hạn của chi.

### Các chi
Dưới đây liệt kê danh pháp khoa học của 41 chi có kèm theo các tên gọi đồng nghĩa, phân theo tông.
- Bleekrodea --> Streblus[6] ?
- Craterogyne --> Dorstenia[7] ?
- Metatrophis
- Olmedia --> Trophis[6] ?
- Olmediopsis --> Pseudolmedia[8] ?
- Tông Artocarpeae[9]
  - Artocarpus (bao gồm cả Sitodium) - Mít, xa kê
  - Batocarpus (bao gồm cả Anonocarpus)
  - Clarisia (bao gồm cả Acanthinophyllum, Aliteria, Sahagunia)
  - Hullettia
  - Parartocarpus (bao gồm cả Gymnartocarpus)
  - Prainea
  - Treculia (bao gồm cả Acanthotreculia)
- Tông Castilleae[8]
  - Antiaris (bao gồm cả Lepurandra)- Sui
  - Antiaropsis
  - Castilla (bao gồm cả Castilloa) - Cao su Castilloa
  - Helicostylis
  - Maquira (bao gồm cả Olmedioperebea, Olmediophaena)
  - Mesogyne
  - Naucleopsis (bao gồm cả Acanthosphaera, Ogcodeia, Palmolmedia, Uleodendron)
  - Perebea (bao gồm cả Noyera)
  - Poulsenia (bao gồm cả Inophloeum)
  - Pseudolmedia (bao gồm cả Olmediopsis)
  - Sparattosyce
- Tông Dorstenieae[7]
  - Bosqueiopsis
  - Brosimum (bao gồm cả Alicastrum, Brosimopsis, Galactodendron, Piratinera)
  - Dorstenia (bao gồm cả Craterogyne, Ctenocladium, Kosaria, Sychinium)
  - Helianthostylis (bao gồm cả Androstylanthus)
  - Scyphosyce (bao gồm cả Cyathanthus)
  - Trilepisium (bao gồm cả Bosqueia, Pontya)
  - Trymatococcus (bao gồm cả Lanessania)
  - Utsetela
- Tông Ficeae[10]
  - Ficus (bao gồm cả Bosscheria, Caprificus, Covellia, Cystogyne, Dammaropsis, Erythrogyne, Galoglychia, Gonosuke, Macrophthalmia, Mastosuke, Necalistis, Oluntos, Pella, Perula, Pharmacosycea, Pogonotrophe, Rephesis, Stilpnophyllum, Sycodendron, Sycomorphe, Sycomorus, Synoecia, Tenorea, Tremotis, Urostigma, Varinga, Visiania) - đa, sung, sanh, si, đề
- Tông Moreae[6]
  - Bagassa (bao gồm cả Laurea)
  - Broussonetia (bao gồm cả Allaeanthus, Papyrius, Smithiodendron, Stenochasma) - Dướng
  - Fatoua (bao gồm cả Boehmeriopsis)
  - Maclura (bao gồm cả Cardiogyne, Chlorophora, Cudrania, Fusticus, Ioxylon, Plecospermum, Vanieria) - Hoàng lồ (mỏ quạ), dâu gai
  - Milicia
  - Morus - Dâu tằm
  - Sorocea (bao gồm cả Balanostreblus, Paraclarisia, Pseudosorocea, Trophisomia)
  - Streblus (bao gồm cả Ampalis, Calius, Chevalierodendron, Dimerocarpus, Diplocos, Diplothorax, Epicarpurus, Neosloetiopsis, Pachytrophe, Paratrophis, Phyllochlamys, Pseudomorus, Pseudostreblus, Pseudostrophis, Pseudotrophis, Sloetia, Sloetiopsis, Taxotrophis, Teonongia, Uromorus) - Duối
  - Trophis (bao gồm cả Bucephalon, Calpidochlamys, Cephalotrophis, Dumartroya, Maillardia, Malaisia, Olmedia, Skutchia)

## Tiến hóa

### Rẽ nhánh và phân bố
Berg (2005) gợi ý rằng sự đa dạng hóa trong họ Moraceae đã diễn ra trên một siêu lục địa nằm ở vùng nhiệt đới khi đó vẫn còn gắt kết với nhau về mặt vật lý. Zerega et al. (2005) đưa ra một giả thuyết phức tạp hơn để giải thích sự phân bố và đa dạng hóa ở họ này.
Trong phạm vi họ Moraceae, có những đề xuất về niên đại cho một số nhánh. Berg và Hijman (1999) gợi ý rằng sự phân bố của Dorstenia, được tìm thấy ở cả châu Phi và Nam Mỹ, có thể được giải thích bằng thuyết trôi dạt lục địa; tuy nhiên, Zerega et al. (2005) lại ước tính tuổi của nhóm chỏm cây của chi này chỉ khoảng 18,4-3,5 triệu năm trước (Ma). Tuy nhiên, trong một phân tích tổng thể hơn, Misiewicz và Zerega (2012) xác định tuổi của nhóm chỏm cây là (132.0-) 112.3 (-84.8) Ma, với tuổi của nhóm chỏm cây Tân thế giới là (44.8-) 30.3 (-16.5) Ma – và trên thực tế con số sau cũng là tuổi mà Zerega et al. (2005) đã ước tính theo mẫu phân tích của họ. Tuổi của nhóm chỏm cây chi Ficus được ước tính là (101-9-) 74.9 (-60.0) Ma, với nguồn gốc của nó thuộc về đại lục Á-Âu, trong khi phần lớn sự đa dạng thuộc kỷ đệ Tam, phát sinh loài bằng phát tán thay vì bằng cản trở địa lý giải thích tốt hơn các chi tiết về sự phân bố hiện tại của chi này (Cruaud et al. 2012b). Phân chi Pharmosycea chỉ hạn chế ở Tân thế giới, cũng như đoạn châu Mỹ của phân chi Urostigma, với đoạn này là chị em với đoạn châu Phi của Urostigma, trong khi Urostigma-Malvanthera là thuộc khu vực Australasia.

### Sinh thái và sinh lý học
Moraceae, cụ thể là chi Ficus, bao gồm một số loài biểu sinh, bán biểu sinh, dây leo hoặc loại cây phát triển bằng kiểu bóp chết cây chủ. Họ này là đa dạng về loài đứng hàng từ thứ 2 tới thứ 8 trong các rừng mưa nhiệt đới vùng đất thấp ở cả châu Mỹ lẫn châu Phi, và trong các khu rừng Amazon chúng bao gồm một lượng lớn bất cân xứng số loài (11/227) tạo ra một nửa số cây có đường kính thân cây đo ở độ cao ngang ngực (dbh) từ 10 cm trở lên (Gentry 1988; Ter Steege et al. 2013).
Quả sung (syconium) là nguồn thức ăn rất quan trọng và mang tính phụ thuộc đối với các động vật ăn quả, kể cả chim lẫn thú, tại nhiều nơi trong khu vực nhiệt đới (xem Kattan & Valenzuela 2013 cho các dẫn chứng ủng hộ và phản đối). Sự đa dạng về các hình thức phát triển của chúng làm cho chúng được tìm thấy trong khắp các khu rừng. Ở ít nhất là một vài cộng đồng chim thú thì quả sung có thể là nguồn thức ăn đặc biệt quan trọng khi các loài cây khác không ra quả; mặc cho quả trên các cây riêng lẻ có chín cùng lúc hay không, nhưng các loài riêng rẽ thì thường không ra quả cùng lúc, vì thế chúng có thể là nguồn thức ăn đáng tin cậy. Quả sung có lẽ là giàu chất dinh dưỡng (Herre et al. 2008), mặc dù có một số luận cứ chống lại điều này (Fleming 1986; Shanahan et al. 2001).
Sung là quan trọng ở cả Tân thế giới (như Cocha Cashu, Peru) và Cựu thế giới (Borneo), mặc dù có lẽ là ít quan trọng hơn ở châu Phi và Ấn Độ, và chúng có sự đa dạng địa phương đáng kể - chẳng hạn, có khoảng 77 loài trong vườn quốc gia đồi Lambir ở Sarawak, Malaysia (Shanahan et al. 2001; Harrison & Shanahan 2005). Sự phong phú về loài của chi Ficus này có tương quan với sự đa dạng về các loài chim ăn quả của vườn quốc gia này, cụ thể là các loài chim ăn quả chuyên biệt hóa, và các loài ăn quả cũng lựa chọn các khía cạnh cụ thể của hình thái các loài sung (Shanahan et al. 2001; Kissling et al. 2007; Herre et al. 2008). Leighton và Leighton (1983) gọi mối quan hệ giữa Ficus và các loài ăn quả của nó là "hỗ sinh chủ chốt", do sự mất đi các loài sung, sanh, si, đa, đề có thể làm suy giảm mạnh quần thể động vật phát tán cả quả của các loài Ficus lẫn của các loài cây khác. Tương tự, Terborgh (1986: tr. 339) đã quan sát thấy, "loại trừ bớt các loài sung, sanh, si, đa, đề từ hệ sinh thái và người ta có thể dự kiến là thấy nó [hệ sinh thái] sụp đổ"; ở một số hệ sinh thái Tân thế giới thì các loài sung, dù chỉ chiếm dưới 1% tổng số loài (12 trong tổng số khoảng 2.000 loài), vẫn duy trì được gần như toàn bộ cộng đồng động vật ăn quả trong ba tháng mỗi năm (Kattan & Valenzuela 2013). Janzen (1979) đã tính toán rằng 7 loài sung trên đảo Barro Colorado tạo ra 200.000 ± 75.000 quả sung mỗi hecta mỗi năm – tương đương 195 kg quả khô. Mặc dù điều có thể gây tranh cãi là nhóm sung, si, đa, đề thực sự là các loài chủ chốt đến phạm vi nào, nhưng chắc chắn là chúng được rất nhiều loài động vật có xương sống dùng làm thức ăn (Shanahan et al. 2001).

### Sinh học thụ phấn và phát tán hạt
Các chi tiết cơ bản về mối liên hệ giữa các loài sung, đa, đề với các động vật thụ phấn của chúng là ong sung (đa, đề) thuộc họ Agaonidae có thể được tổng quát hóa như sau.
Ong cái được thụ tinh bởi ong đực không biết bay nằm bên trong quả sung, và nhiều con ong cái tích cực lấy phấn hoa từ các hoa đực – ít nhất là đôi khi nó được tập hợp xung quanh lỗ nhỏ ở đỉnh quả sung – trước khi rời quả sung qua lỗ thoát do ong đực tạo ra. Sau đó chúng chui vào quả sung cái nhận phấn hoa thông qua lỗ nhỏ, do có các hàm chuyên biệt hóa và đầu với hình dạng thích hợp để cho phép chúng chui qua các lá bắc bảo vệ lỗ nhỏ, mặc dù thường thì chúng sẽ mất đi cánh và râu trong quá trình này (van Noort & Compton 1996). Sau đó chúng đẻ trứng bên trong hoa cái, cùng lúc đó thụ phấn cho hoa. Chúng không thể đẻ trứng trong các bầu nhụy với vòi nhụy dài, do vòi đẻ trứng của chúng là quá ngắn, và vì thế các bông hoa cái này sẽ phát triển thành quả; nhưng chúng có thể đẻ trứng trong các hoa với vòi nhụy ngắn và các quả trứng này sẽ phát triển thành thế hệ ong con tiếp theo. Chu trình sống của các loài sung, si, đa, đề đơn tính khác gốc là phức tạp hơn một chút, nhưng vẫn tuân theo các nguyên tắc này (Janzen 1979).
Các chi tiết về tiến hóa ban đầu của mối liên kết sung/ong sung này là chưa rõ ràng. Người ta không rõ là thụ phấn chủ động như miêu tả trên đây hay thụ phấn thụ động, trong đó ong cái đơn giản là bị phủ đầy phấn hoa trước khi rời quả sung, là tổ tiên đối với Ficus (Cruaud et al. 2012b). Chi Ficus có quan hệ chị em với tông Castilleae (bao gồm một số chi trước đây xếp sai chỗ trong tông Artocarpeae). Các cụm hoa cái của Castilleae, như ở chi Antiaropsis, có hình dạng như cái bình nhỏ. Các sinh vật thụ phấn (côn trùng cánh viền) sinh sản trong các cụm hoa đực, ăn phấn hoa v.v., và sự thụ phấn xảy ra khi côn trùng cánh viền chui vào thăm các cụm hoa cái (Datwyler et al. 2003; Datwyler & Weiblen 2004; Zerega et al. 2004; Clement & Weiblen 2009). Sự thụ phấn nhờ côn trùng ở đây là đảo ngược với thụ phấn nhờ gió.
Mối liên kết sung/ong sung dường như là một ví dụ tốt về liên kết bắt buộc một ánh xạ một của thực vật và động vật thụ phấn (Herre 1996); ở đây có sự cùng tiến hóa chặt chẽ, với vật chủ và sinh vật thụ phấn/sinh vật ký sinh thay đổi gần như đồng bộ. Một số công trình gần đây gợi ý rằng đôi khi có những nét đặc biệt khá nhỏ trong mối liên kết giữa sung và ong sung (Machado et al. 2005; Jackson et al. 2008; Yang et al. 2012), vì thế người ta đặt câu hỏi về tần suất của sự cùng phát sinh loài chặt chẽ. Tuy nhiên, ít nhất ở đây có một liên kết tổng quát giữa các loài sung và ong sung, và trong các nhóm như đoạn Galoglychia của chi Ficus thì sự cùng phát sinh loài là rất có thể, ngay cả trong số các loài ong không thụ phấn nhưng vẫn là thành viên của hệ thống (Jousselin et al. 2008; Cruaud et al. 2012a). Sự chia sẻ động vật thụ phấn giữa các loài sung dường như là phổ biến ở các loài sung đơn tính cùng gốc Tân nhiệt đới hơn là ở các loài sung đơn tính khác gốc Cổ nhiệt đới (Moe et al. 2011); nó cũng xảy ra ở một số đơn vị phân loại thuộc châu Phi, nơi một loài côn trùng có thể sinh sản trong một loạt các loài sung, si có quan hệ họ hàng gần. Người ta cũng ghi nhận sự nhân bản dòng dõi hay phát sinh loài ong xảy ra trong phạm vi một loài sung (McLeish & van Noort 2012). Moe và Weiblen (2012) cũng gợi ý rằng trong một số tình huống là có sự tiến hóa của ong sung thụ phấn mà không có sự thay đổi tương ứng của vật chủ; nghĩa là ong sung đang thích nghi với thực vật cần thụ phấn chứ không phải ngược lại hoặc cả hai đang cùng nhau thay đổi. Xem bài trong J. Biogeog. 23(4). 1996, cũng như phần về Quan hệ động vật-thực vật dưới đây để có thêm chi tiết.
Do sự phát triển của các loài sung thường là đồng bộ nhiều hay ít trong phạm vi cùng cây và không đồng bộ giữa các cây, nên giao phối xa được ưu ái hơn (Ahmed et al. 2009). Mặc dù phấn hoa sung được phát tán nhờ ong sung (Agaonidae), là các côn trùng nhỏ bé, nhưng điều này không có nghĩa là kích thước quần thể sung là nhỏ. Ong sung có thể được các luồng gió đưa đi xa tới 14 km ngay cả trong các rừng mưa rậm rạp, vì thế các đơn vị sinh sản của sung có thể ở quy mô lớn hơn – chúng che phủ tới 100 ki lô mét vuông hoặc hơn – so với các đơn vị sinh sản của các loài cây khác có tại đó (Herre 1996; Nason et al. 1998). Phấn hoa do ong cái mang đi tới những khoảng cách trên 160 km ở các quần thể ven sông suối của loài Ficus sycomorus trong sa mạc Namib ở miền nam châu Phi (Ahmed et al. 2009).
Phát tán hạt ở họ Moraceae thường là nhờ động vật, nhưng bộ phận nào của cây đóng góp vào lượng cùi thịt thu hút các sinh vật phát tán lại không giống nhau. Quả của các loài Morus, là các quả bế, được bao quanh bằng bao hoa dày cùi thịt và được bao bọc chặt trên trục cụm hoa thẳng đứng. Các loài Artocarpus – bao gồm mít và chay – với quả có hình dáng thuôn dài nhiều hay ít có thể cân nặng tới 50 kg, và phần thịt quả đến từ cả các thành phần của bao hoa lẫn chính trục cụm hoa (Zerega et al. 2010). Broussonetia papyrifera (dướng) có các phì quả là các đầu quả hạch màu đỏ tươi và đu đưa, trong khi Dorstenia và một vài chi khác có quả hạch "nứt"; hạt được bắn ra ngoài lớp vỏ quả giữa cương cứng, sự chia tách diễn ra theo một đường yếu hơn trong mô. Trong cả hai trường hợp này thì quả đang phát triển dường như là bị đẩy ra bởi các thành phần bao hoa được bao bọc chặt. Ở chi Antiaropsis (tông Castilleae) trục cụm hoa ban đầu lõm, nhưng nở ra (nứt) khi chín, khi các quả hạch có màu tương phản với các lá bắc. (Zerega et al. 2004).
Ở các loài Ficus thì quả mọc bên trong của trục bao bọc bên ngoài dày cùi thịt, và nói chung được các loài dơi ăn quả phát tán (Muscarella & Fleming 2007). Phụ thuộc vào việc đó là dơi Cựu hay dơi Tân thế giới mà chúng sẽ tìm kiếm thức ăn theo các cách thức khác nhau và tương ứng là các loài sung được chúng lựa chọn với chất lượng khác nhau; về tổng thể hình thái sung, si là khá đa dạng. Quả sung có thể xỉn về màu sắc và tỏa mùi thơm; ở Tân thế giới khoảng 21 loài dơi Artibeus (họ Phyllostomidae) chủ yếu là ăn quả sung. Dơi là động vật tiêu hóa chậm và sẽ thải ra các hạt lớn, sợi v.v., và nói chung chúng phát tán các quả bế nhỏ xíu. Giống như các loài phát tán nhờ dơi khác ở Tân thế giới, bao gồm cả chi Cecropia (họ Urticaceae), cụ thể ở Mexico (Lobova et al. 2009), các loài Ficus có thể được tìm thấy trong các cộng đồng kế tiếp sớm (Muscarella & Fleming 2007). Phạm vi cao độ sinh sống của dơi và sung, si là tương tự (Fleming 1986). Các loài sung, si là thức ăn của chim thường có quả nhỏ và màu đỏ. Các loại quả do dơi phát tán ở Tân thế giới có xu hướng có màu ánh xanh lục và có mùi thơm (Compton 1996; Korine et al. 2000; Shanahan et al. 2001; Harrison 2005). Quả các loài phát tán nhờ dơi Cựu thế giới thường có màu vàng, và đôi khi là khá to (Kalko et al. 1996; Harrison & Shanahan 2005; Lomáscolo et al. 2008, 2010); các loài sung phát tán nhờ dơi ở Malesia, cũng xỉn về màu sắc, và có thể không tỏa mùi, với Pteropodidae (dơi quạ) là động vật phát tán (Hodgkinson et al. 2003).

#### Quan hệ động vật-thực vật
Sự bắt đầu của liên kết/cùng phân tỏa rẽ nhánh của sung/ong sung có niên đại lên tới 100-60 Ma; Lopez-Vaamonde et al. (2009) thảo luận về niên đại và địa sinh học của ong sung, gợi ý rằng tổ tiên của ong sung đã sinh sống ở châu Á, và phát tán chứ không phải sự chia tách Gondwana mới là quan trọng cho sự phân bố sau này của chúng (Cruaud et al. 2012b. Xu et al. 2012 gợi ý về tổ tiên thuộc Gondwana, nhưng với nhiều sự phát tán sau đó). Các ước tính gần đây về niên đại nhóm chỏm cây chi Ficus, (101.9-) 74.9 (-60.0) Ma, và của ong sung, (94.9-) 75.1 (-56.2) Ma, là hoàn toàn tương tự (Cruaud et al. 2012b); đáng chú ý, khi so sánh niên đại của sung và ong sung ở 36 nút, trong 8/36 nút thì niên đại của sung là cổ hơn, trong số các nút còn lại thì niên đại của ong sung cổ hơn, và nói chung thì các con số thường là rất khác biệt.
Các loài á ký sinh trên ong sung Agaonidae cũng như ong mụn cây cũng là một phần của hệ thống sung-ong sung (Lopez-Vaamonde et al. 2001; Jousselin et al. 2003; Jackson 2004a; Kjellberg et al. 2005; Rønsted et al. 2005b, 2008a). Các loài ong ký sinh trên ong sung có thể có tầm quan trọng đáng kể trong việc bảo toàn quan hệ giữa ong sung Agaonidae và sung (Dunn et al. 2008). Các loài ong mụn cây Chalcidoidea thuộc về 5 nhóm tách biệt và tạo mụn trên các hoa riêng rẽ; chúng có thể đã chuyển sang các loài sung vào khoảng 50-40 Ma, với sự phát tán sau đó sang các nhóm khác (Cruaud et al. 2011); nhiều tới 36 loài ong mụn cây Chalcidoidea có thể được tìm thấy trên chỉ 1 loài sung (Cruaud et al. 2011). Một phần của thế giới vi mô này là ruồi giấm Drosophilidae ở châu Phi, ít nhất có mối liên kết rất gần với sung và đẻ trứng hoặc là trên miệng bao phấn hoặc là trên lỗ thoát do ong sung đực tạo ra (Harry et al. 1996, 1998) Kjellberg et al. (2005), các bài báo trên Symbiosis 45, 1-3 (2008), Silvieus et al. (2008), Herre et al. (2008).
Sâu bướm của loài Bombyx mori (tằm dâu) có thể ăn lá của nhiều loài trong họ Moraceae, nhưng không ăn lá của phần lớn các thành viên khác trong nhóm Ulmaceae – mặc dù chúng có ăn lá của các loài Ulmus (Fraenkel 1959). Sâu bướm của các loài bướm Danaini có ăn lá Moraceae là khá phổ biến; cả họ này lẫn họ làm nguồn thức ăn ưa thích của chúng là Apocynaceae đều chứa nhiều nhựa mủ, mặc dù Moraceae thường không có các cardenolid (Ackery & Vane-Wright 1984).

## Hóa học, hình thái học
Các tế bào nhựa mủ thuôn dài, phân nhánh và xâm nhập giữa các tế bào khác, các nhân phân chia, nhưng vách tế bào không được hình thành. Một vài loài Dorstenia có các lá kèm nhỏ, mọc trên thân nhưng không chồng lấp lên cuống lá.
Về phát triển của kiểu quả sung (syconium), xem Rauh và Reznik (1951). Số lượng nhiễm sắc thể ở Dorstenia là biến đổi, và cần có sự kiểm tra nghiên cứu hình thái học cùng phôi học noãn (Berg & Himan 1999).
Một số thông tin lấy từ Rohwer (1993a); đối với phôi học, xem Johri và Konar (1956: Ficus), đối với hóa học, xem Hegnauer (1969, 1990); đối với phấn hoa, xem Burn và Mayle (2008); về nhiễm sắc thể, xem Oginuma và Tobe (1995).

## Phát sinh chủng loài
Về phát sinh chủng loài của họ Moraceae, xem Datwyler et al. (2003), Datwyler và Weiblen (2004)  và đặc biệt là Clement và Weiblen (2009). Một vài chi trước đây nằm trong tông Moreae cận ngành với các nhị cong vào trong của chúng hiện nay được xếp trong tông Maclureae (Maclura). Tông Castilleae là chị em với tông Ficeae, còn các mối quan hệ giữa các tông khác về tổng thể có sự hỗ trợ cao (Clement & Weiblen 2009). Các phân tích chỉ riêng mỗi đặc trưng hình thái cung cấp ít sự dung giải, chỉ mỗi Ficeae (một chi Ficus) là được hỗ trợ tốt, mặc dù phần lớn Castilleae tạo thành một nhánh, cho dù với độ hỗ trợ không cao (Clement & Weiblen 2009) .
Zerega et al. (2010) đưa ra phát sinh chủng loài chi tiết cho tông Artocarpeae và trên cơ sở đó họ đã đưa ra định nghĩa lại cho tông này. Cruaud et al. (2012b) tìm thấy rằng các mối quan hệ dọc theo phần cột trụ của chi Ficus vẫn có độ hỗ trợ khá yếu, mặc dù đoạn Pharmacosycea có lẽ là chị em với phần còn lại của chị.

## Tại Việt Nam
Ở Việt Nam hiện biết có trên 10 chi và khoảng gần 140 loài phân bố rộng rãi khắp nước, bao gồm cả cây trồng và cây mọc dại, nhiều loài có giá trị kinh tế cao.